# Кобболд, Невилл
Уи́льям Не́вилл Ко́бболд (англ. William Nevill Cobbold; 4 февраля 1863 — 8 апреля 1922) — английский футболист и крикетист, выступавший за ряд английских клубов и сборную Англии в 1880-е годы. Согласно статье в газете Times считался одним из самых знаменитых футболистов своего времени, «блестящим дриблёром» и обладателем «неотразимого удара».

## Ранние годы и образование
Невилл Кобболд родился в Лонг-Мелфорде (графство Саффолк) в семье викария Эдварда Аугустуса Кобболда, принадлежавшего к известному роду Кобболдов. Окончил школу Чартерхаус, а затем Джизус-колледж Кембриджского университета.

## Футбольная карьера
Играл за футбольные команды «Лонг-Мелфорд», «Кембридж Юниверсити», «Олд Картузианс» и «Коринтиан». Будучи студентом Кембриджа, провёл четыре подряд матча против «Оксфорд Юниверсити», выиграв все из них. В школе получил прозвище Nuts, возможно придуманное Чарльзом Берджессом Фраем, что можно перевести как «Орешек» или как «Сумасшедший». «Орешком» его называли, так как «его было очень сложно расколоть».
24 февраля 1883 года дебютировал за сборную Англии в матче против сборной Ирландии, отметившись двумя забитыми мячами. Всего провёл за сборную 9 матчей и забил 6 мячей.
Играл на позиции нападающего-инсайда, полагаясь на дриблинг, отличный контроль мяча и индивидуальные действия, отдавая передачу партнёру только если его «полностью окружали», и то «не всегда». Это отражало стиль игры английских футболистов того времени, когда игра в пас ещё не была распространена. Также отличался высокой скоростью и мощным ударом с обеих ног. Одним из первых футболистов начал заматывать голени «в резиновые бинты и щитки для лодыжек» чтобы избежать травм. Пренебрегал игрой в воздухе, «исключая все удары головой из своей игры».
Гилберт Озуалд Смит, известный центрфорвард того времени, в апреле 1943 года назвал Кобболда лучшим нападающим из всех, кого он знал, даже выше, чем Стива Блумера и Билли Мередита. По мнению Уильяма Пикфорда, который был президентом
Футбольной ассоциации Англии, Кобболд был «неподражаемым, лучшим и самый быстрый дриблёром, которого когда-либо знал футбол».

## Нефутбольная деятельность
Также играл в крикет, в том числе за крикетный клуб графства Кент. Играл за крикетную и теннисную команду Оксфордского университета.
Позднее работал школьным учителем, готовил мальчиков к службе в Британской армии.